# Slim Borgudd
Karl Edward Tommy Borgudd (ur. 25 listopada 1946 w Borgholmie, zm. 23 lutego 2023) – szwedzki kierowca Formuły 1 i muzyk.

## Wyniki w Formule 1
| Legenda oznaczeń w tabelach wyników Wyświetl szablon na nowej stronie | Legenda oznaczeń w tabelach wyników Wyświetl szablon na nowej stronie                                                                     |
| Oznaczenie                                                            | Wyjaśnienie |
| --------------------------------------------------------------------- | --- |
| Złoty                                                                 | Zwycięzca lub mistrzostwo |
| Srebrny                                                               | 2. miejsce lub wicemistrzostwo |
| Brązowy                                                               | 3. miejsce lub II wicemistrzostwo |
| Zielony                                                               | Ukończył, punktował (w klasyfikacji generalnej, gdy zdobył co najmniej jeden punkt na przestrzeni sezonu, poza trzema powyższymi opcjami) |
| Niebieski                                                             | Ukończył, nie punktował (w klasyfikacji generalnej, gdy nie zdobył co najmniej jednego punktu na przestrzeni sezonu)                      |
| Czerwony                                                              | Nie zakwalifikował się (NZ) |
| Czerwony                                                              | Nie prekwalifikował się (NPK) |
| Różowy                                                                | Nie ukończył (NU) |
| Różowy                                                                | Niesklasyfikowany (NS) (w klasyfikacji generalnej, gdy nie został sklasyfikowany w żadnym wyścigu sezonu)                                 |
| Czarny                                                                | Zdyskwalifikowany (DK) |
| Czarny                                                                | Wykluczony (WYK/EX) |
| Biały                                                                 | Nie wystartował (NW) |
| Biały                                                                 | Kontuzjowany (K/INJ) |
| Biały                                                                 | Wyścig odwołany (OD/C) |
| Bez koloru                                                            | Został wycofany (WYC/WD) |
| Bez koloru                                                            | Nie przybył (NP/DNA) |
| Bez koloru                                                            | Nie brał udziału w treningach (NT/DNP) |
| Bez koloru                                                            | Nie został zgłoszony (–) |
| Pogrubienie                                                           | Start z pole position |
| Kursywa                                                               | Najszybsze okrążenie wyścigu |
| †                                                                     | Nie ukończył, ale jego rezultat został zaliczony ze względu na przejechanie więcej niż 90% dystansu wyścigu.                              |
| *                                                                     | Sezon w trakcie |
| 1/2/3                                                                 | Punktowana pozycja w sprincie kwalifikacyjnym                                                                                             |
| Lista systemów punktacji Formuły 1                                    | |

| Rok  | Zespół       | Bolid       | Silnik      | 1      | 2     | 3      | 4      | 5      | 6      | 7      | 8      | 9     | 10     | 11     | 12     | 13     | 14     | 15    | 16   | Pozycja | Punkty |
| ---- | ------------ | ----------- | ----------- | ------ | ----- | ------ | ------ | ------ | ------ | ------ | ------ | ----- | ------ | ------ | ------ | ------ | ------ | ----- | ---- | ------- | ------ |
| 1981 | ATS          | ATS D4      | Cosworth V8 | USW -  | BRA - | ARG -  | SMR 13 |        | MON NZ |        |        |       |        |        |        |        |        |       |      | 20      | 1      |
| 1981 | ATS          | ATS HGS1    | Cosworth V8 |        |       |        |        | BEL NZ |        | ESP NZ | FRA NZ | GBR 6 | GER NU | AUT NU | NED 10 | ITA NU | CAN NU | LV NZ |      | 20      | 1      |
| 1982 | Team Tyrrell | Tyrrell 011 | Cosworth V8 | RPA 16 | BRA 7 | USW 10 | SMR -  | BEL -  | MON -  | USE -  | CAN -  | NED - | GBR -  | FRA -  | GER -  | AUT -  | SZW -  | ITA - | LV - | NS      | 0      |